# Argogorytes mystaceus
Espèce
Argogorytes mystaceus est une espèce d'insectes hyménoptères de la famille des crabronidés, du genre Argogorytes.

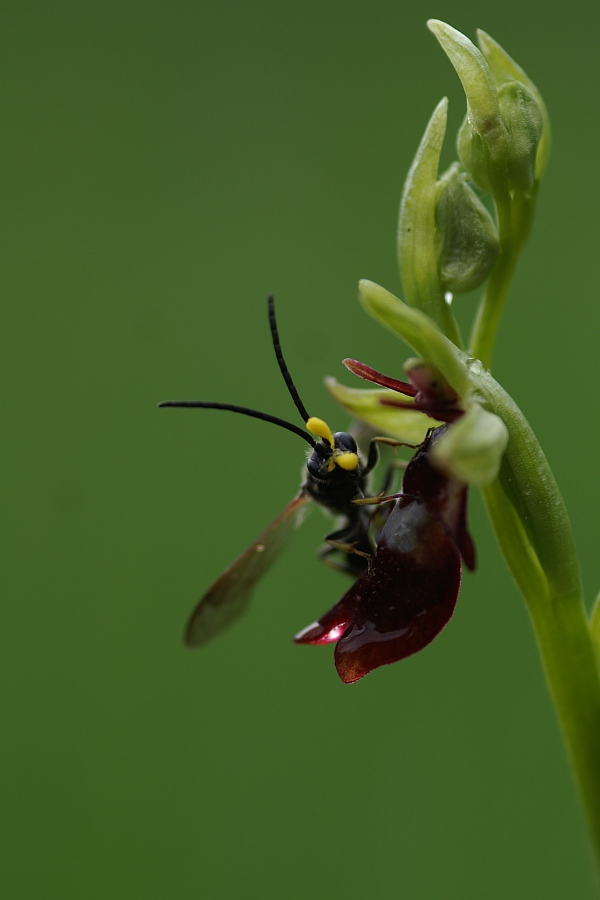
Espèce de guêpe non déterminée sur une fleur d'Ophrys mouche montrant 2 pollinies jaunes collées sur la tête à la suite d'une pseudocopulation.

## Biologie
Les mâles de cette espèce sont connus pour effectuer des pseudocopulations avec les fleurs de l'Ophrys mouche et d'ainsi polliniser ses fleurs.